# Гобіт (мультфільм)
Гобіт (англ. The Hobbit) — американський музичний мультфільм 1977 року створений компанією Rankin/Bass Productions та японськими аніматорами зі студії Topcraft (попередниця відомої студії Ґіблі). Мультфільм є адаптацією книги Толкіна «Гобіт, або Туди і Звідти». Прем'єра відбулася на каналі NBC в США в неділю 27 листопада 1977 року.

## Сюжет
Сюжет фільму дуже близький до оригіналу, проте деякі деталі все-таки змінені: відсутній Беорн, випущено все, що пов'язано з Аркенстоном, в Битві п'яти воїнств загинуло значно більше гномів, які вирушили з Торіном і Більбо. Пісні, які звучать у фільмі, (крім «Найбільшої пригоди», вона ж «Балада гобіта») написані на вірші з книги. Крім того, деякі сцени явно відредаговані для рекламних пауз. В цілому, зміни обмежуються простим пропуском деталей.

## Ролі
- Орсон Бін – Більбо Торбин
- Річард Бун – Смауг
- Ганс Конрід – Торін Дубощит
- Джон Г'юстон – Гендальф
- Отто Премінґер – Трандуїл
- Циріл Річард – Елронд
- Брат Теодор – Голум
- Пол Фріз – Бомбур, троль #1
- Джек Делеон – Двалін, Філі, Кілі, Оїн, Глоїн, Орі, Норі, Біфур, Бофур, троль #2
- Дон Мессік – Балін, гоблін, князь орлів, троль #3
- Джон Стівенсон – Дорі, Бард Лучник, Король гоблінів
- Glenn Yarbrough – Оповідач
- Турл Равенскрофт – гоблін (голос, що співає), фонові голоси

## Над фільмом працювали
- Продюсери/режисери – Артур Ранкін молодший, Джулес Басс
- Сценарист – Ромео Мюллер
- Основано на  "Гобіт, або Туди і Звідти"  – Джона Толкіна
- Музика – Маврі Лавс
- Художник-постановник – Артур Ранкін молодший
- Анімаційний координатор  – Тору Хара
- Аніматор – Цугуюкі Кубо
- Постановник ролей – Лестер Абрамс, Цугуюкі Кубо
- Background Designer – Мінору Нішіда
- Режисери анімації – Кацугіса Ямада, Коїші Сасакі
- Аніматори – Казуюкі Кобаяші, Тадакацу Йошіда, Гідемі Кубо, Юкійоші Гане, Гідетоші Канеко, Казуко Іто
- Звукові ефекти – Том Клак
- Звукозапис – Джон Курціо, Дейв Івланд, Боб Елдер
- Керівник хору – Лоїс Вінтер
- Помічник продюсера – Масакі Іїзука

## Нагороди
Режисери фільму були удостоєні премії Peabody Award — престижної премії за видатний внесок в радіо і телебачення. Фільм також був номінований на премію «Х'юго» (в номінації «найкраща постановка»), але поступився «Зоряним війнам».